# (9686) Keesom
(9686) Keesom ist ein Asteroid des Hauptgürtels, der am 24. September 1960 von dem niederländischen Astronomenehepaar Cornelis Johannes van Houten und Ingrid van Houten-Groeneveld entdeckt wurde. Die Entdeckung geschah im Rahmen des Palomar-Leiden-Surveys, bei dem von Tom Gehrels mit dem 120-cm-Oschin-Schmidt-Teleskop des Palomar-Observatoriums aufgenommene Feldplatten an der Universität Leiden durchmustert wurden.
Der Asteroid wurde am 5. Juli 2001 nach dem niederländischen Physiker Willem Hendrik Keesom (1876–1956) benannt, der auf dem Gebiet der Tieftemperaturphysik arbeitete und ab 1923 eine Professur für Experimentalphysik an der Universität Leiden als Nachfolger von Heike Kamerlingh Onnes innehatte.